# Ashtrays and Heartbreaks
Ashtrays and Heartbreaks é uma canção do cantor de Reggae, norte-americano, Snoop Lion em parceria com a cantora Miley Cyrus. A canção foi lançada no dia 3 de abril de 2013 pela RCA Records, como o primeiro single de seu décimo segundo álbum de estúdio Reincarnated.

## Precedentes
A canção estreou no Major Soundcloud em 3 de abril de 2013, obtendo 1,5 milhões de visualizações no primeiro dia. Foi lançado no dia seguinte como single promocional no iTunes. Mais tarde, foi anunciado que a canção seria lançada como o primeiro single oficial do álbum, e que teria um videoclipe. 
No dia 10 de abril, Snoop postou em sua conta oficial do YouTube na VEVO o áudio oficial da canção. Logo depois, no dia 24 do mesmo mês, foi lançado o vídeo lírico.

## Vídeo Clipe
O Vídeo da canção foi filmado em abril de 2013 pelo diretor PR Brown, e foi lançado no dia 30 de maio de 2013.

## Desempenho nas paradas
| Paradas (2013)                                  | Melhor posição |
| ----------------------------------------------- | -------------- |
| Bélgica (Ultratip Bubbling Under de Flandres)   | 51             |
| Bélgica (Ultratip Bubbling Under da Valônia)    | 20             |
| Estados Unidos (Billboard Reggae Digital Songs) | 1              |